# 산성 가수분해효소
산성 가수분해효소(酸性加水分解酵素, 영어: acid hydrolase)는 산성 pH에서 촉매 작용이 가장 활발한 효소이다. 산성 가수분해효소는 일반적으로 내부가 산성인 리소좀에 위치한다. 산성 가수분해효소는 핵산가수분해효소, 단백질가수분해효소, 글리코사이드 가수분해효소, 지질가수분해효소, 인산가수분해효소, 설파테이스 및 인지질가수분해효소일 수 있으며, 생물학적 물질을 분해하는 리소좀의 약 50가지의 분해효소를 구성한다.

## 산성 가수분해효소의 종류
- 핵산가수분해효소 – 맛 향상을 위해 식품 산업에서 사용하거나 고다 치즈에 존재하는 페니실리움 시트리늄(Penicillium citrinum)의 P1[2]
- 지질가수분해효소 – 예로는 리소좀의 산성 지질가수분해효소가 있다.
- 단백질가수분해효소
- 글리코사이드 가수분해효소

## 같이 보기
- 항균 펩타이드
- 카텔리시딘
- 가수분해효소